# Pastviny
Pastviny – sztuczne jezioro położone na terenie Czech w Kraju pardubickim na wschód od miasta Žamberk. Powstało w wyniku spiętrzenia rzeki Dzika Orlica. Tama o wysokości 43 m została wybudowana w latach 1932-38. Długość jeziora wynosi około 7 km a jego powierzchnia osiąga 110 ha. Nazwa jeziora pochodzi od nazwy wsi Pastviny.

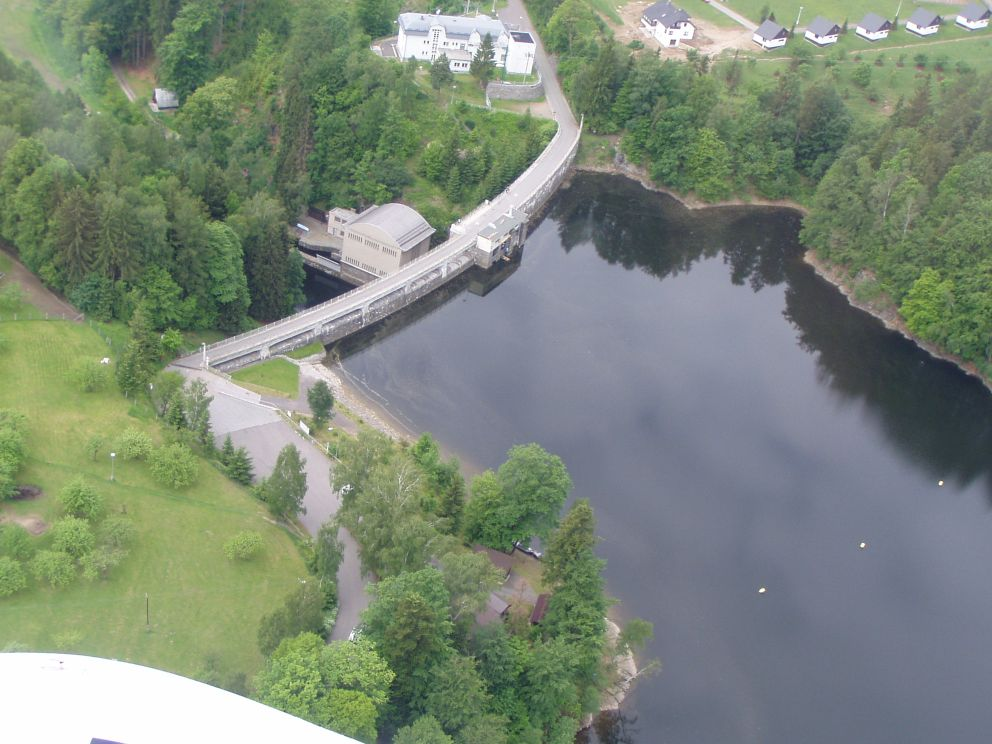
Zapora